# Convoluta sutcliffei
Convoluta sutcliffei är en plattmaskart som beskrevs av Paul E. Hanson 1961. Convoluta sutcliffei ingår i släktet Convoluta och familjen Convolutidae. Inga underarter finns listade i Catalogue of Life.